# Прінс Сегбефія
Прінс Сегбефія (фр. Prince Segbefia, нар. 11 березня 1991, Ломе) — тоголезький футболіст, півзахисник національної збірної Того.

## Клубна кар'єра
Народився 11 березня 1991 року в місті Ломе. Вихованець юнацької команди «Спортінг» (Ломе), де провів майже десять років, після чого гравцем зацікавились клуби Франції і Прінс перебував на перегляді в «Марселі», «Реймсі», «Ньйорі» і «Сошо». Деякі з клубів були зацікавлені в підписанні тоголезця, але у зв'язку з віком (16 років) контракт так і був не підписаний. Після цього Сегбефія повернувся в Того, де він був помічений німецьким тренером Вінфрідом Шефером, який в той час працював в «Аль-Айні» в Об'єднаних Арабських Еміратах.. Сегбефія погодився на пропозицію німецького фахівця і підписав контракт з клубом. У зв'язку з тим, що «Аль-Айн» за регламентом міг використовувати тільки чотирьох іноземців у складі, Сегбефія провів більшу частину свого часу граючи на дубль.
2009 року Сегбефія повернувся на батьківщину, де зустрівся з іншим колишнім вихованцем «Спортінка» Еммануелем Адебайором. Адебайор порекомендував Прінсу переїзати до Франції і зв'язатися з Френсісом де Таддео, який тренував його в «Меці», а тепер працює директором молодіжної академії «Осера». Після успішного випробування з французьким клубом, Сегбефія підписав однорічний аматорський контракт. Прінс провів сезон 2009-10 граючи за команду до 19 років, після чого став виступати в резервній команді в аматорському чемпіонаті, четвертому рівні французького футболу, де провів сезон 2010-11, зігравши у 17 матчах, в яких забив один гол.
У квітні 2011 року Сегбефія був включений тренером Жаном Фернандесом до основної команди, за яку дебютував в переможному матчі над «Тулузою» (1:0), вийшовши на заміну. Через тиждень Прінс зіграв свій перший матч в основі, відігравши увесь матч проти «Ланса». Всього до кінця сезону Сегбефія зіграв у чотирьох матчах і 6 травня 2011 року підписав трирічний професійний контракт з клубом.
У сезоні 2011/12 Сегбефія зіграв у 15 матчах чемпіонату, проте команда зайняла останнє 20 місце в Лізі 1 і вилетіла з елітного дивізіону. Незважаючи на відхід деяких гравців основного складу, Сегбефія так і не зміг стати повноцінним основним гравцем команди, зігравши в наступних двох сезонах 20 і 21 матч відповідно, після чого клуб з Осера не продовжив контракт з тоголезцем.
В липні 2014 року на правах вільного агента підписав дворічний контракт з луганською «Зорею». За нову команду дебютував в чемпіонаті України 11 серпня в матчі проти «Іллічівця», вийшовши на 70 хвилині замість Желько Любеновича. Всього відіграв за луганську команду 9 матчів в національному чемпіонаті і забив один гол (у ворота «Дніпра»). 3 гри Прінс провів і в Кубку України, відзначившись одним точним пострілом, а також був задіяний і в матчах Ліги Європи. На початку березня 2015 року тоголезець розірвав контракт за обопільною згодою сторін. На цей момент трансферне вікно в Європі вже закрилося, тому футболіст опинилися в незручному становищі: до кінця сезону в інший європейський чемпіонат він вже не міг бути заявленим.
Влітку 2015 року став гравцем турецького «Елязигспора», де провів наступний сезон, після чого перейшов в інший клуб другого турецького дивізіону «Гезтепе».

## Виступи за збірну
2006 року дебютував у складі збірної Того до 17 років в товариському матчі проти однолітків з Буркіна-Фасо. Наступного рокуСегбефія був включений в заявку збірної на домашній кубок Африки до 17 років, де з'явився у всіх п'яти матчах команди і допоміг команді дійти до фіналу, де тоголезці поступились Нігерії 0:1. Цей результат дозволив збірній Того до 17 років кваліфікуватись на юнацький чемпіонат світу 2007 року в Південній Кореї, куди Сегбефія також поїхав. На «мундіалі» Прінс з'явився в двох матчах групового етапу — в основі на гру проти однолітків з Коста-Рики (1:1) і на заміну в програному 1:2 вирішальному матчі проти господарів турніру корейців. В підсумку Того завершило груповий етап на останньому місці та покинуло турнір.
4 вересня 2011 року дебютував в офіційних матчах у складі національної збірної Того в відборі на кубок африканських націй 2012 року проти збірної Ботсвани. Прінс вийшов в основі і на 90 хвилині був замінений на Лалавеле Атакору, а тоголезці перемогли 1:0.
У складі збірної був учасником Кубка африканських націй 2013 року у ПАР, де зіграв у двох матчах, а збірна дійшла до чвертьфіналу.
Наразі провів у формі головної команди країни 14 матчів.